# لاله خلیلی
لاله خلیلی (انگلیسی: Laleh Khalili) یک ایرانی آمریکایی و استاد سیاست بین‌الملل در دانشگاه کوئین مری لندن است.
وی سابقاً استاد سیاست خاورمیانه در دانشکده مطالعات شرقی و آفریقایی در دانشگاه لندن بود.

## زندگی
خلیلی از دانشگاه تگزاس فارغ‌التحصیل شد و دکترای خود را از دانشگاه کلمبیا در رشته سیاست بین‌المللی دریافت کرد.
زمینه‌های اصلی تحقیقات وی تجارت، زیرساخت، سیاست و جنبش اجتماعی، جنسیت، ناسیونالیسم، پناهجوها و جوامع دور از وطن در خاورمیانه است. تفسیر وی در مورد امور خاورمیانه و ایران در چندین روزنامه از جمله واشینگتن پست، سان فرانسیسکو کرونیکل، شیکاگو تریبون، فایننشال تایمز و خبرگزاری فرانسه استفاده شده‌است. خلیلی مرتباً برای Iranian.com می‌نویسد.
در سال ۲۰۰۷، لاله خلیلی نامه ای علنی برای حمایت از هاله اسفندیاری امضا کرد. او بخشی از ائتلاف ضد نژادپرستانه بود که مقاله ای از کمل داوود در مورد خشونت علیه زنان در کلن را مرور کرد. این جمع استدلال می‌کردند که داوود از کلیشه‌ها و مضامین مستشرق استفاده می‌کند. به دنبال فشارهای جمعی، کمل داوود کار خود را به عنوان روزنامه‌نگار متوقف کرد.

## کتاب‌ها
- زمان در سایه‌ها: حصر در اقدامات ضد اضطراری . انتشارات دانشگاه استنفورد، ایالات متحده؛ پالو آلتو: ، ۲۰۱۳ شابک ‎۹۷۸۰۸۰۴۷۷۸۳۳۶، اُسی‌ال‌سی ۸۳۸۵۵۵۹۷۷[۱۲]
- پلیس و زندانها در خاورمیانه: سازندهای اجبار (با همکاری جیلیان شولر). Hurst & Co, UK؛ انتشارات دانشگاه لندن و کلمبیا، ایالات متحده، نیویورک: ، ۲۰۱۳ شابک ‎۹۷۸۱۸۴۹۰۴۰۵۷۰ شابک 9781849040570، اُسی‌ال‌سی ۸۷۸۷۶۳۹۰۰[۱۳]
- قهرمانان و شهدای فلسطین: سیاست بزرگداشت ملی. کمبریج، انگلیس؛ نیویورک:، ۲۰۰۷ شابک ‎۹۷۸۰۵۲۱۱۰۶۳۸۲ شابک 9780521106382، اُسی‌ال‌سی ۴۹۴۵۱۹۳۷۶[۱۴]

## مقالات علمی
- "" مبارزه با هواپیماهای بدون سرنشین "(۲۰۱۲). گزارش خاورمیانه ۲۶۴ (پاییز): صص. 18–22.[۱۵]
- "" تمرینهای جنسیتی ضد شورش "(۲۰۱۱). بررسی مطالعات بین‌المللی 37 (4): 1471-1491.[۱۶]
- "" کلاسیک جدید (و قدیمی) ضد شورش "(۲۰۱۰) گزارش خاورمیانه ۲۵۵ (تابستان): صص. 14–23.[۱۷]
- "" موقعیت فلسطین در ضد اضطراب‌های جهانی "(۲۰۱۰). مجله بین‌المللی مطالعات خاورمیانه ۴2 (3): صص. 413-433[۱۸]
- "" زیر شکنجه "(۲۰۰۸). گزارش خاورمیانه ۲۴۹ (زمستان): صص. 32-38.[۱۹]
- "ایستادن با برادر من": حزب‌الله، فلسطینی‌ها، و مرزهای همبستگی. "(۲۰۰۷). مطالعات تطبیقی در جامعه و تاریخ 49 (2): 276-303.[۲۰]
- «اماکن یادبود و عزا: یادبود فلسطین در اردوگاه‌های پناهندگان لبنان». مطالعات تطبیقی آسیای جنوبی، آفریقا و خاورمیانه[۲۱] - دوره ۲۵، شماره ۱، ۲۰۰۵، صص. ۳۰–۴۵